# Santos-Dumont (kráter)

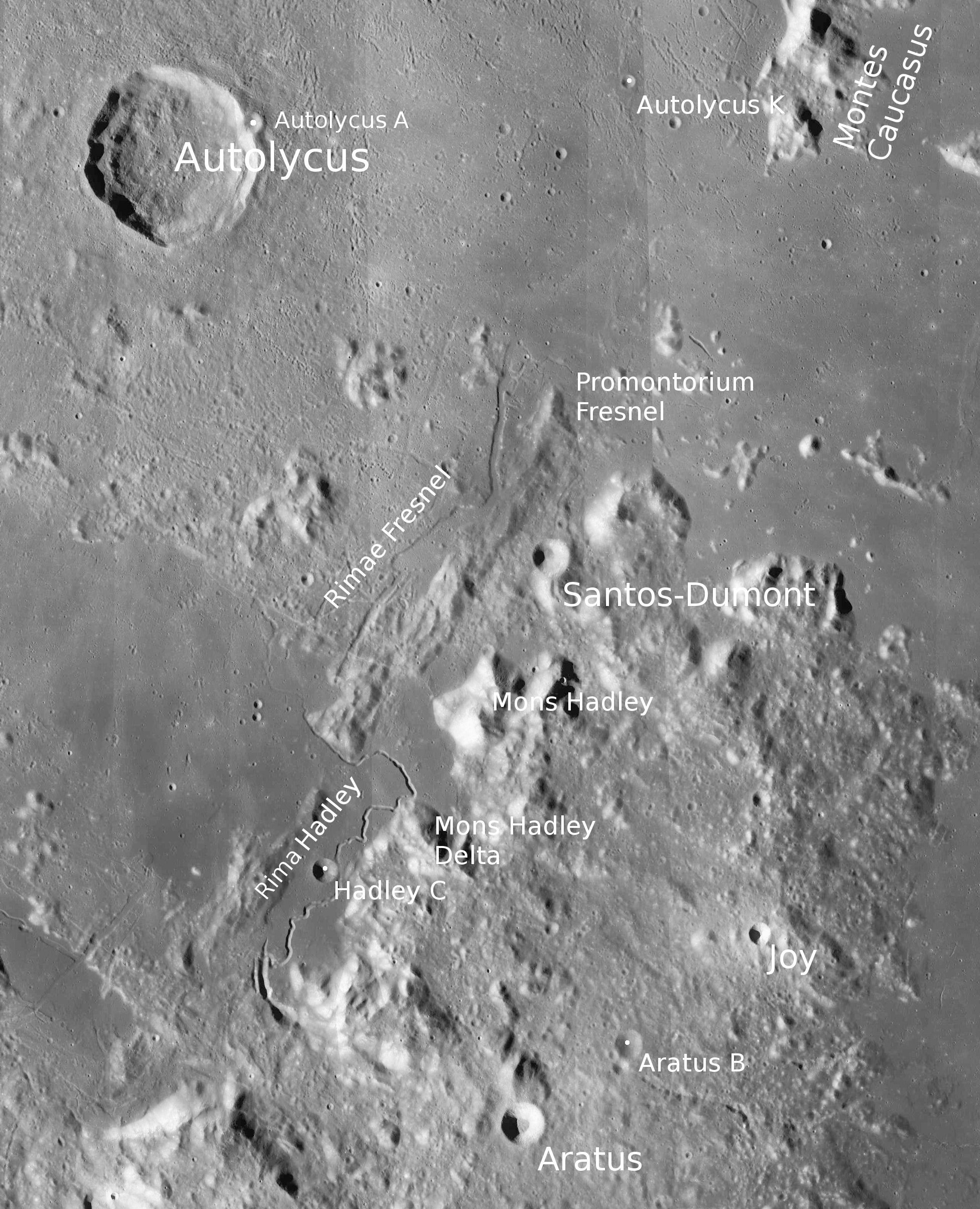
Kráter Santos-Dumont a okolí.

Santos-Dumont je malý měsíční impaktní kráter nacházející se v členitém terénu východně od měsíčního moře Palus Putredinis (Bažina hniloby) na přivrácené straně Měsíce. Leží v severní části pohoří Montes Apenninus (Apeniny), jižně leží hora Mons Hadley a dále na jih kráter Aratus. Jihovýchodně lze nalézt malý kráter Joy.
Santos-Dumont má průměr 9 km, pojmenován je podle brazilského leteckého průkopníka Alberta Santose-Dumonta. Než jej v roce 1976 Mezinárodní astronomická unie přejmenovala na současný název, nesl kráter označení Hadley B.